# Raketa (Uhrenmarke)

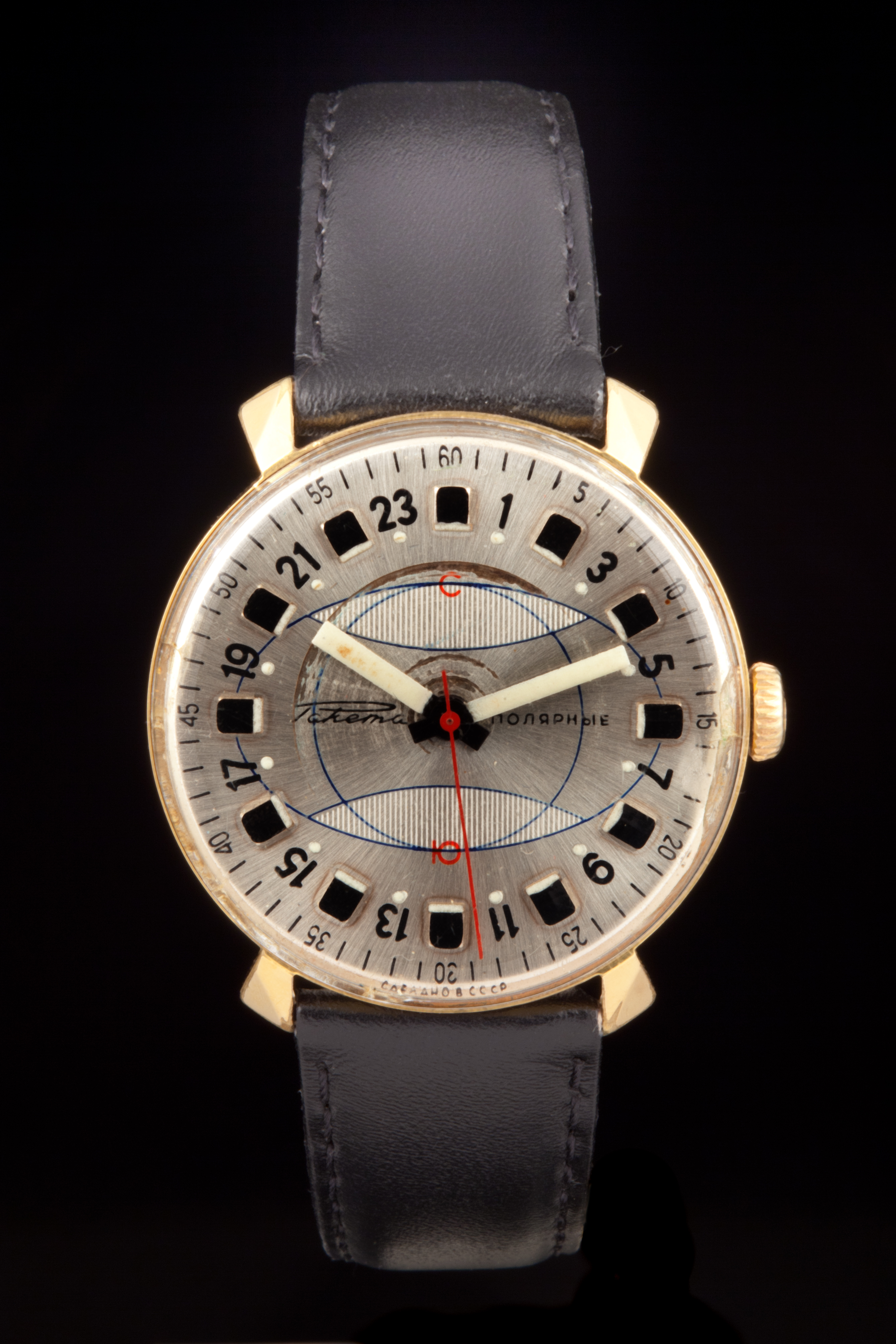
Raketa-Armbanduhr mit 24-Stunden-Zifferblatt – 1969

Raketa (Russ: Ракета) ist eine Marke von Uhren aus der Sowjetunion, hergestellt seit 1961 von der Uhrenfabrik Petrodworez in Sankt Petersburg. Diese älteste überlebende vorkommunistische Fabrik Russlands wurde von Peter dem Großen 1721 gegründet. In ihrer Anfangszeit stellte sie Kunstwerke aus Edelsteinen für den Zaren und seine Familie her. In den 1980er Jahren lief die Produktion mit 4,5 Millionen Uhren pro Jahr. Raketa-Uhren wurden von der Roten Armee verwendet sowie von der Sowjet-Marine. Deren Mitglieder nahmen sie mit auf Polarforschungsreisen und die sowjetische Zivilbevölkerung trug sie ebenso.

## Der Ursprung der Marke
Am 12. April 1961 unternahm Juri Gagarin in seiner Rakete Wostok 1 die erste Fahrt der Geschichte in den äußeren Weltraum. Die Uhrenfabrik Petrodworez nannte ihre Uhren zu Ehren Juri Gagarins „Raketa“ (das russische Wort für „Rakete“). Allerdings band die westliche Welt auf dem Höhepunkt des Kalten Krieges an diesen Namen eine negative Empfindung. Raketa wurde mit der Aufrüstung ballistischer Interkontinentalraketen R-16 assoziiert. Diese negative Assoziation in der westlichen Welt dramatisierte sich 1976, als die sowjetische Regierung den Beschluss fasste, die R-16-Raketen zurückzuziehen, beschlossen mehrere Tausend Werktätige der Uhrenfabrik Petrodworez, zum Zeichen ihrer Trauer um das Dahinscheiden der R-16-Raketen, schwarz gekleidet zur Arbeit zu erscheinen. Dieser Scherz erschien auf der Titelseite mehrerer sowjetischer Zeitungen mit dem Satz «die Raketa-Uhren verlieren ihren großen Bruder R-16»
Bevor Petrodworez mit der Herstellung von Uhrwerken begann, stellte die Fabrik technische Steine für die Wehrtechnik und die Uhrenindustrie her. 1949 verließen die ersten Uhren unter den Namen Zwesta und Pobeda das Werk. Die neue Originalmarke Raketa kam 1961 auf den Markt. Eigene Forschung entwickelte das neue Präzisionsuhrwerk „Raketa-2609N“. Auf dieser Grundlage lancierte die Uhrenfabrik Petrodworez über zwei Dutzend neuer Raketa-Laufwerke: Automatikuhren, Uhren mit Kalenderangabe, Uhren mit 24-Stunden-Zifferblatt für Polarforscher, antimagnetische Uhren für den Atomkrieg, robuste Militäruhren. Raketa mit mechanischem Laufwerk von Petrodworez wurden in die gesamte kommunistische Welt exportiert. Sie haben den Ruf, zu den solidesten und zuverlässigsten Uhren der Welt zu gehören.

## Auszeichnungen
- Orden des Roten Banners der Arbeit (UdSSR) 1971
- Goldmedaille Messe Leipzig für die „Raketa-Record“ 1965
- Goldmedaille Messe Leipzig 1966
- Grand Prix Exposition Universelle Internationale 1967

## Laufende Modelle
Armbanduhren, Taschenuhren, Polarforscheruhren, Marineuhren, Armeeuhren, Luftwaffenuhren, Spezialuhren, Chronographen.

## Laufwerke
Die derzeitige Produktion der Uhrenfabrik Petrodworez basiert hauptsächlich auf den von Hand aufziehbaren Raketa-Laufwerken:
- Raketa-2609NA: 12-Stunden-Laufwerk mit zentralem Sekundenzeiger
- Raketa-2623NA: 24-Stunden-Laufwerk mit zentralem Sekundenzeiger
- Raketa-2614: 12-Stunden-Laufwerk mit Datumsanzeige
- Raketa-2628N: 12-Stunden-Laufwerk, mit Anzeige des Wochentages und des Datums
- Raketa-26690: 12-Stunden-Laufwerk mit dreifach aufgeteiltem Zifferblatt, eines für die 24 Stunden, ein anderes für den Wochentag, ein drittes für den Monatstag
- Raketa-26689: 12-Stunden-Laufwerk mit Mondphasenanzeige

Bemerkenswert ist auch die Spezialuhr für Blinde: ausgestattet mit dem „Raketa-2601“ zeigt sie nur Stunden und Minuten an. Der Sichtdeckel öffnet sich durch einen Druck auf die Aufziehkrone: Das Zifferblatt erscheint als Relief und kann durch Ertasten gelesen werden.
Petrodworez stellt auch elektronische Quarzuhren her; das Laufwerk trägt die Bezeichnung „Raketa-2359“.

## Galerie

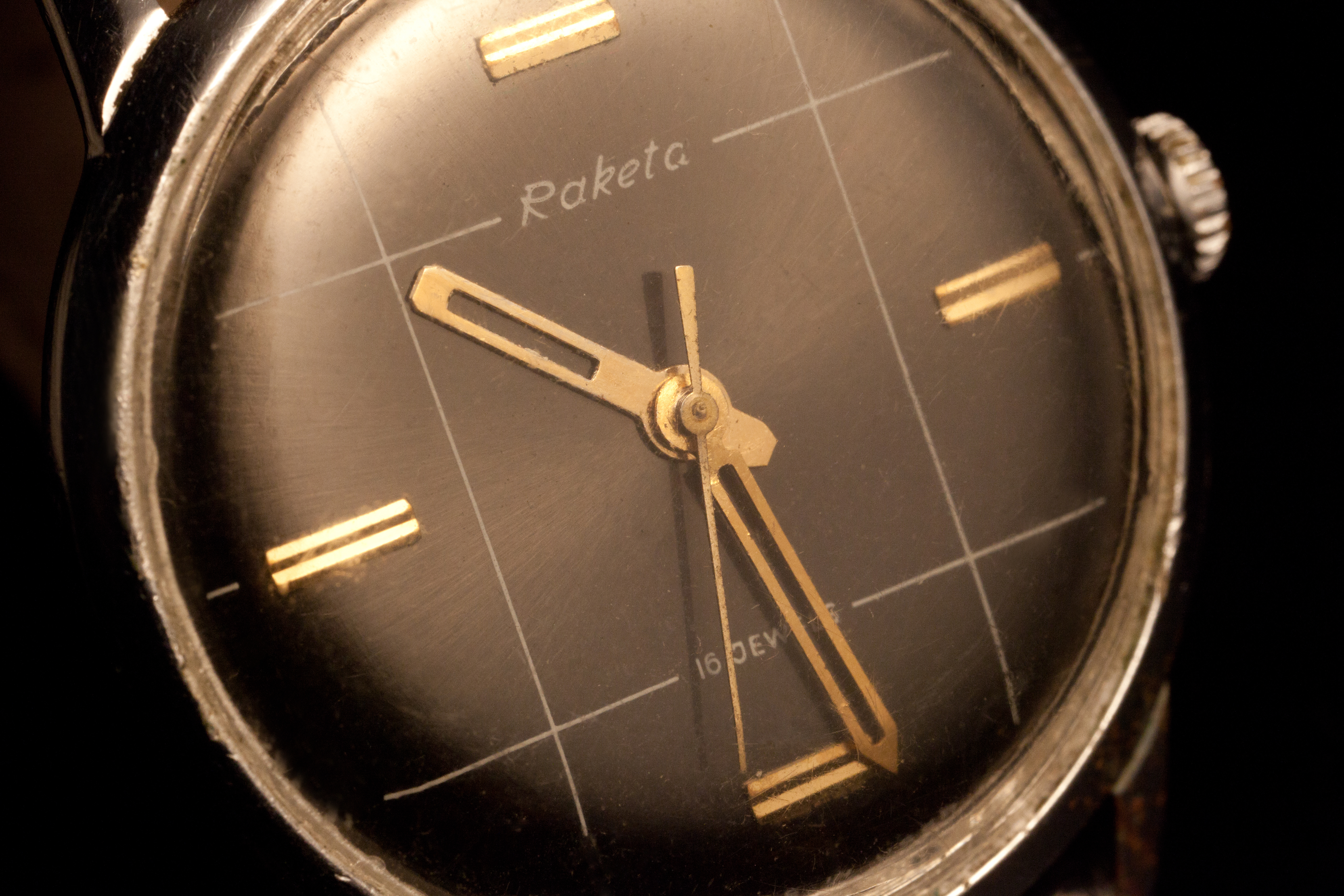
Raketa Sport, 1967
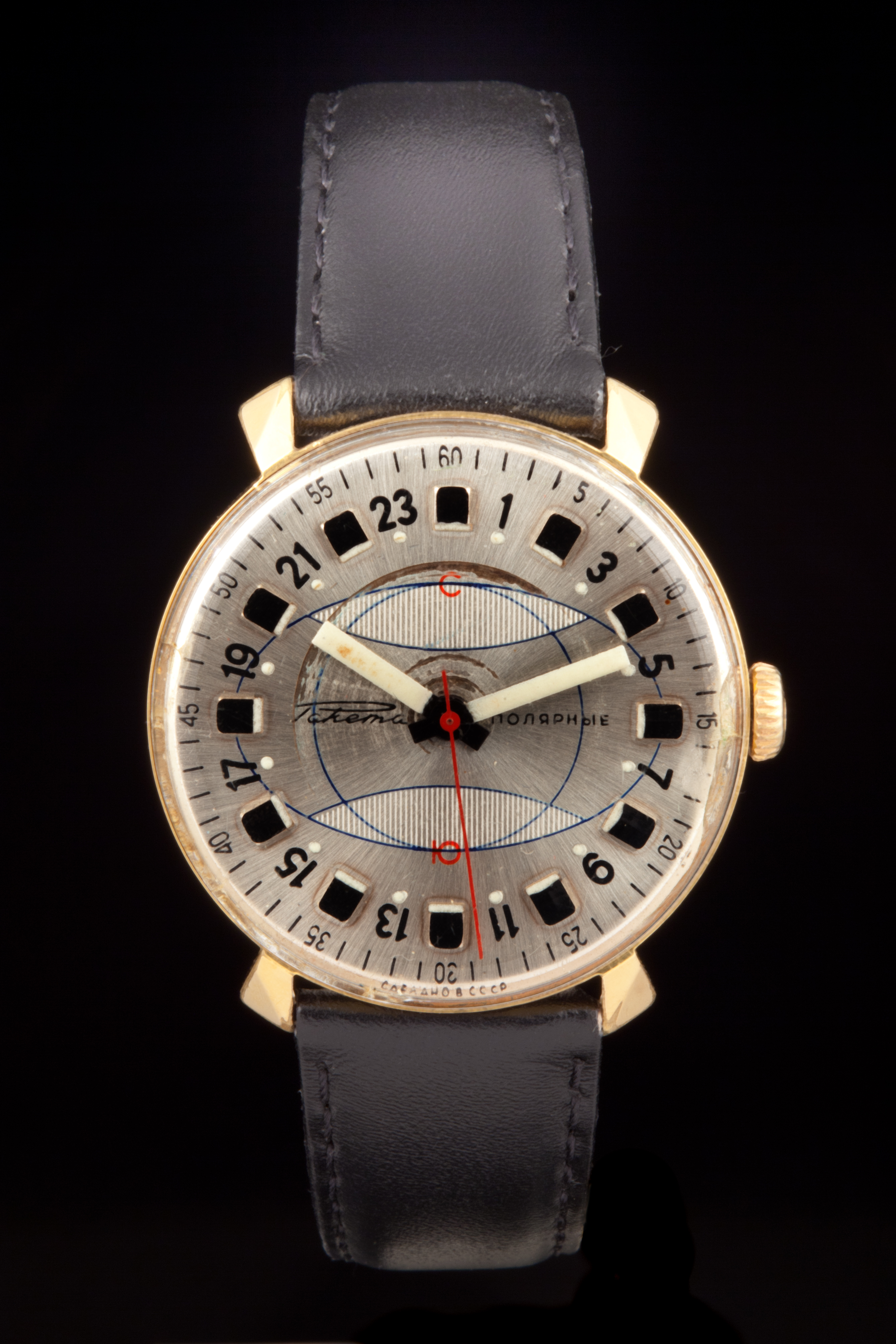
"Raketa" Sowjetische Polarforscheruhr, 1969
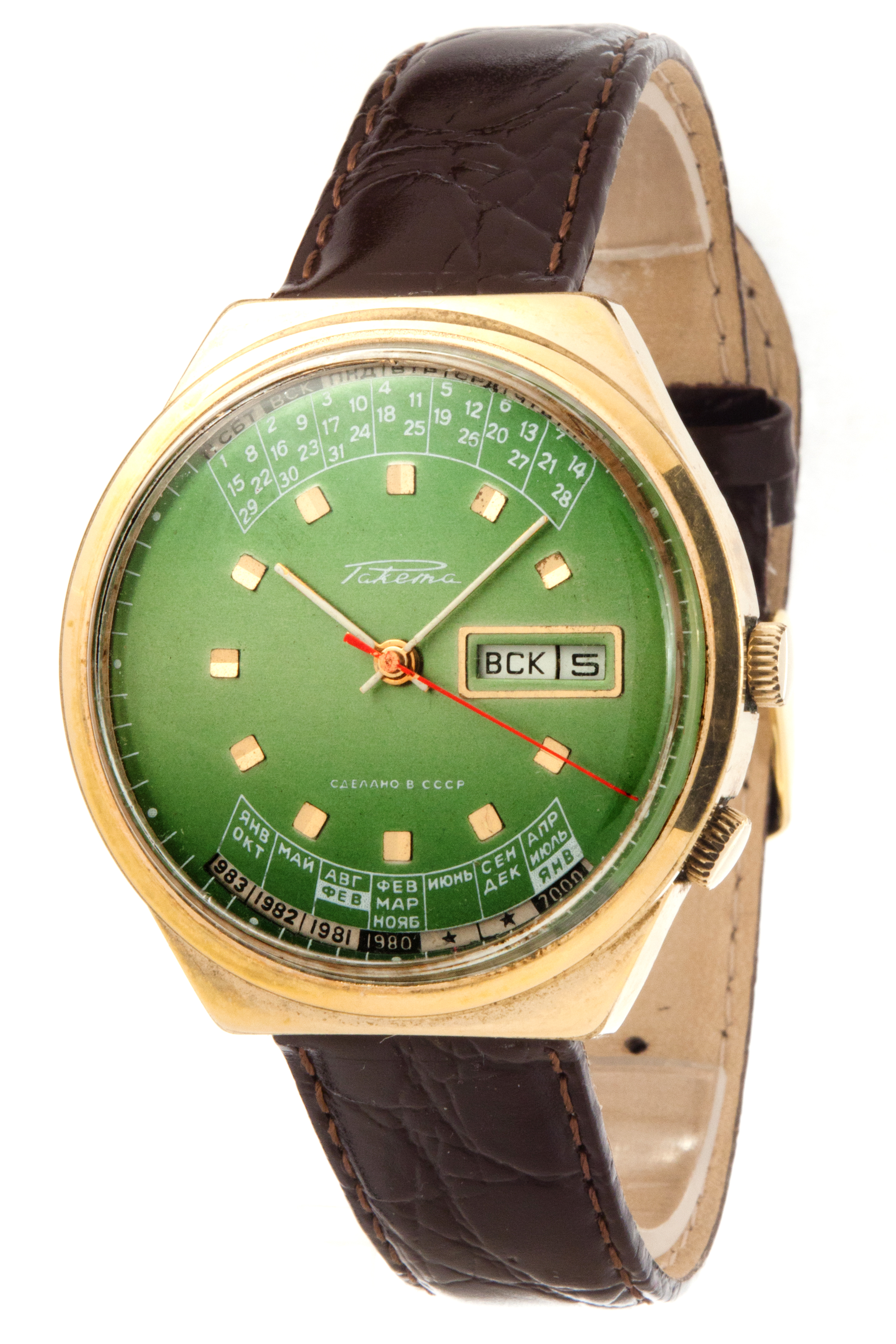
Raketa, mit Kalkulation des Datums (Wochentag, Tag, Monat) anhand des Jahres, 1978
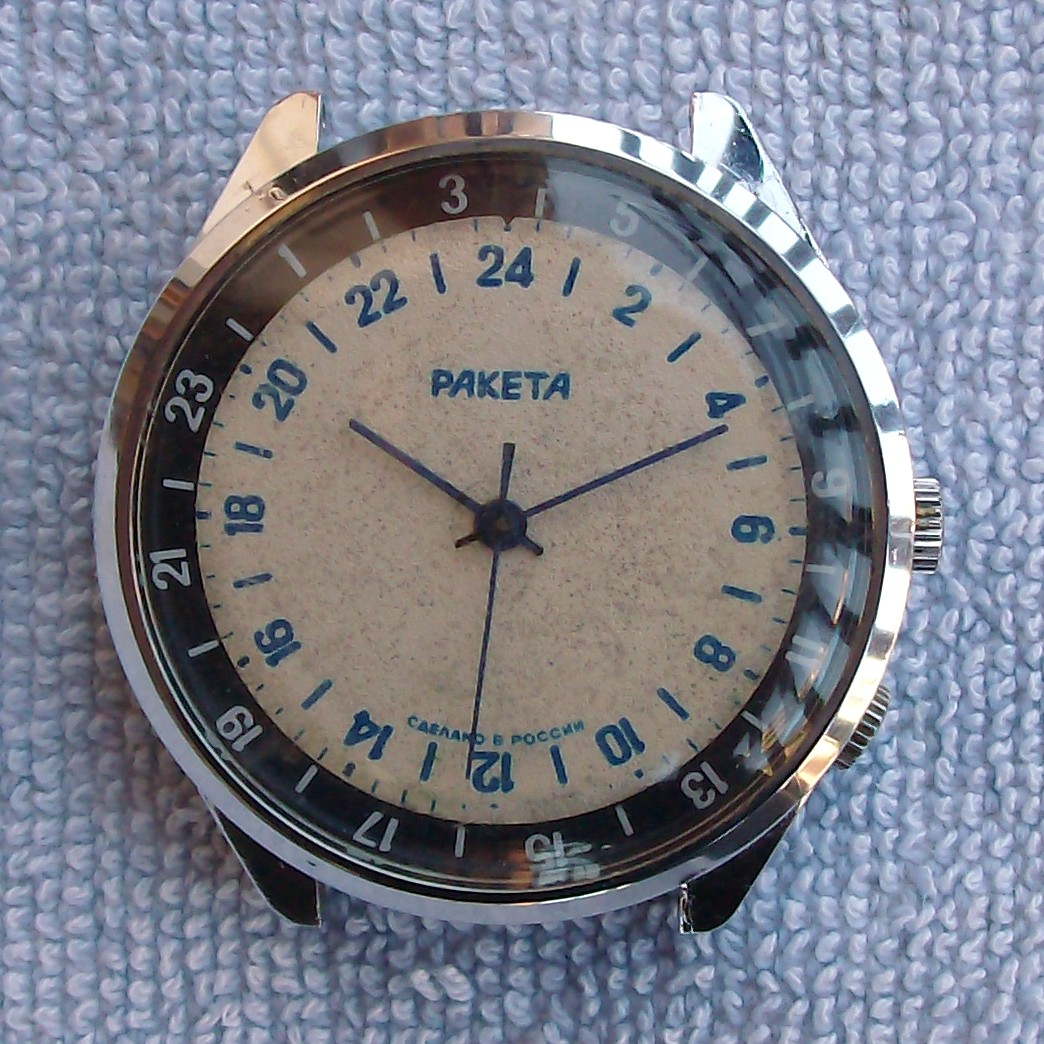
Raketa mit 24-Stunden-Laufwerk
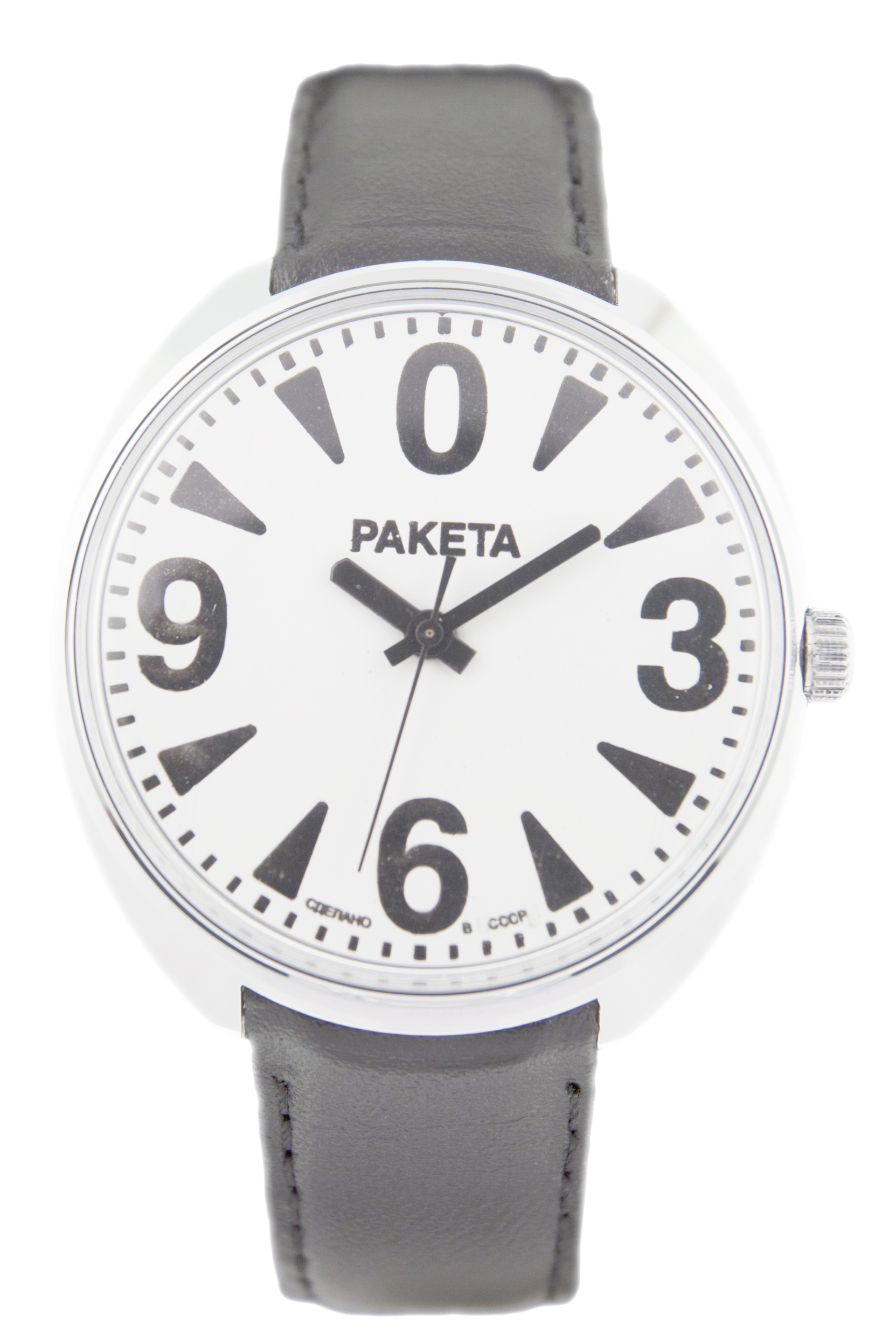
«Petrodvorets Classic», 1985